# Adat (tradição)
Adat (Jawi: ﻋﺎﺩﺕ) é o termo genérico derivado do idioma árabe para descrever uma variedade de práticas e tradições costumeiras locais, conforme observado pelas comunidades muçulmanas em Ciscaucásia, na Ásia Central e no Sudeste Asiático. Apesar de sua origem árabe, o termo adat ressoa profundamente em todo o Marítimo Sudeste Asiático, onde devido à influência colonial, seu uso tem sido sistematicamente institucionalizado em várias comunidades não-muçulmanas.
Na região, o termo refere-se, num sentido mais amplo, às normas, regras, interdições e injunções costumeiras que guiam a conduta do indivíduo como membro da comunidade e as sanções e formas de endereço pelas quais essas normas e regras são defendidas. O adat também inclui o conjunto de leis locais e tradicionais e sistemas de resolução de disputas pelos quais a sociedade foi regulamentada.

## Origem
Antes da chegada do Islã, os povos de Ciscaucásia e da Ásia Central tinham códigos de leis legais e civis há muito tempo estabelecidos, que no período islâmico vieram a ser conhecidos pelo termo adat. O adat nas sociedades tradicionais da Ásia central é guiado por membros de comunidades competentes, geralmente conselhos de Aqsaqals. Baseia-se em um código de conduta tribal e em séculos de experiência na resolução de conflitos entre indivíduos, comunidades e tribos.

## Cultura malaia
Adat temenggung (costumes ou regras de Temenggung) é a forma mais comum de adat que é patrilinear e mais difundida, e pode ser encontrada na maioria dos estados malaios. Adat perpatih pertencente quase exclusivamente a Negeri Sembilan, onde residem os descendentes dos imigrantes Minangkabau de Sumatra Ocidental, está associado a uma regra de descendência matrilinear e a uma estrutura política baseada no sistema de parentesco.
A principal preocupação com o adat, tanto o Temenggung quanto o Perpatih na pesquisa e na literatura, foi com a chamada lei de adat, ou a definição de direitos de propriedade, posição e outros privilégios na sociedade tradicional malaia. Os estudos da lei de adat têm se preocupado principalmente com as questões de sua relação com a lei islâmica (lei da Xaria) e com os casos legais aos quais tais conflitos deram origem.